# Studentmedarbetare
Studentmedarbetare är en person som studerar på högskola eller liknande och samtidigt har ett för studierna relevant arbete vid sidan om studierna. I Danmark är studentmedarbetare ett vedertaget begrepp och en majoritet av studenterna har ett relevant sidoarbete. I Sverige är det mer ovanligt, men systemet med studentmedarbetare har börjat diskuteras även här.
Anställningen som studentmedarbetare skiljer sig från en anställning som praktikant genom att det inte finns någon formell koppling mellan arbetsgivarna och studiesätena. Det finns alltså inga krav på arbetsgivaren att redovisa studentens utbyte av jobbet för lärosätet.

## Studentmedarbetare i Danmark
Begreppet härstammar från danskans studentermedarbejder eller studentermedhjælper. I Danmark har studentmedarbetare existerat inom statliga myndigheter sedan åtminstone en gång på 1940-talet.
I Danmark ligger ett vanligt danskt arbetskontrakt som grund för anställningen som studentmedarbetare. Inom staten anställs studentmedarbetare på samma villkor som kontorspersonal och lönen som studentmedarbetare får är ofta runt 2/3 av ingångslönen som färdigutbildad. Anställningarna är flexibla för både arbetsgivare och osäkra för arbetstagaren (studenten). Studentmedarbetarna finns inom alla sektorer i Danmark men i olika omfattning. 56% av studentmedarbetarna jobbar inom privata sektorn, 29% inom statliga myndigheter, 9% i kommuner och 7% i en annan sektor.
I Danmark har studentmedarbetarsystemet enligt rapporten bidragit till en lång rad positiva studieeffekter för studenterna. Studenter som har ett för studierna relevant jobb, och därmed betecknas som studentmedarbetare, har bättre betyg och större utbyte av studierna än studenter som inte är studentmedarbetare. Studentmedarbetare har dessutom kortare studietid och avhoppen från studierna minskar. Tyvärr är dessa jobben dock få, och räcker inte på långa vägar till alla studenter, vilket innebär att de positiva effekter som studentmedarbetarjobben påstås för med inte är en möjlighet som ges till alla.

## Studentmedarbetare i Sverige
I Sverige finns det enskilda exempel på offentliga organisationer som inspirerats av den danska modellen. Den svenska debatten om studentmedarbetare startades av en rapport från Svenskt Näringsliv, där konsekvenser för studenter och näringsliv beskrivs. 
I Sverige har den styrande Femklövern i Region Skåne beslutat att anställa studentmedarbetare. 
Centerpartiet har i juni 2010 föreslagit ändringar i LAS för att få fler företag och myndigheter att anställa studentmedarbetare. Förslaget var en del av ett större paket för att minska ungdomsarbetslösheten.

## Kritik
Kritik mot studentmedarbetare är bland annat att lönerna inte sätts efter kompetens och att de kan tränga ut riktiga jobb.
Annan kritik är att de problem som studentmedarbetare ska råda bot på har bättre lösningar så som mer arbetslivsanknytning i utbildningen genom mer praktik eller VFU. En stor brist med studentmedarbetare är att ingen har ansvaret för studenternas arbetsuppgifter faktiskt är relevant för utbildningen. Vid praktik och/eller VFU ligger detta ansvaret hos lärosätena.
En tredje stark kritik är att extrajobb på detta sätt inte ska systematiseras och uppmuntras. Studenter är antagna på en utbildning på heltid, och heltid ska vara heltid. Att så kanske inte är fallet inom alla utbildningsområden under alla delar av terminen är snarare ett kvalitetsproblem som inte löses genom studentmedarbetarskap.